# Ludvig Nielsen

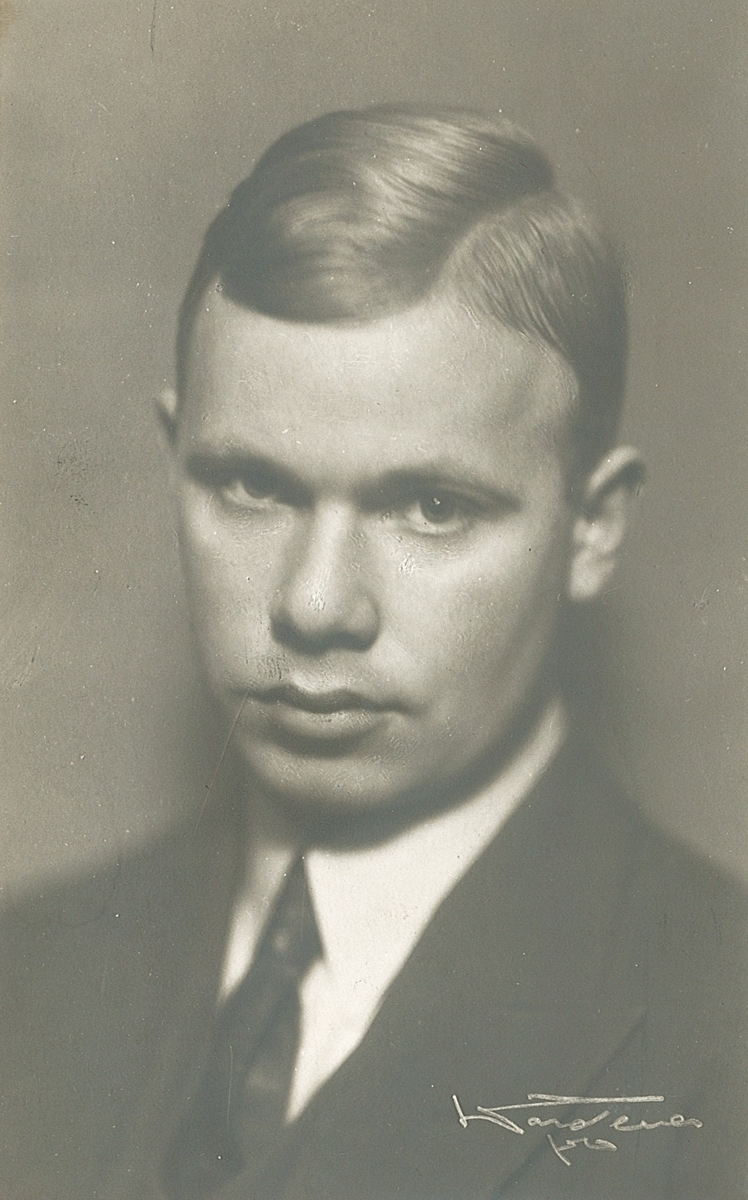
Nielsen rond 1930-1940

Ludvig Nielsen (Borge i Østfold, 3 februari 1906 - Trondheim, 22 april 2001) was een Noors componist, organist, dirigent en muziekpedagoog.

## Levensloop
Nielsen werd geboren als de op een na jongste van acht broers en zusters. De eerste pianolessen kreeg hij van Dagmar Walle-Hansen. Hij genoot daarna zijn opleiding in de kerkmuziek aan de conservatoria van Oslo en Leipzig.
Als organist werkte hij in de kerk van Høvik, in de provincie (Fylke) Akershus, van 1924 tot 1932 en in de kerk van Ris van 1932 tot 1935. In een van de belangrijkste kerken van Noorwegen, de Nidaros-domkerk in Trondheim, was hij van 1935 tot 1976 organist en cantor, dirigent van het door hem in 1946 gestichte koor en dirigent van het jongenskoor. Hij was een aantal jaren dirigent van het Olavs-koor.
In samenwerking met het kamerorkest van Trondheim  voerde hij vanaf 1950 jaarlijks het Weihnachtsoratorium en de Matthäus Passion of de Johannes Passion van Johann Sebastian Bach uit. Hij doceerde geruime tijd kerkmuziek aan de muziekschool van Trondheim en aan het Noors leraarscollege.
Zijn uitvoeringen als organist en dirigent hebben plaatsgevonden in de meeste Noorse plaatsen en in andere Scandinavische landen, en in Engeland, Duitsland en Oostenrijk (in de Stephansdom in Wenen).
Een hoogtepunt van Nielsens muzikale loopbaan was de uitvoering van zijn concert voor orgel en orkest bij gelegenheid van het eeuwfeest van het Conservatorium van Oslo en de Noorse Staatsmuziekacademie, die in de Concerthal van Oslo in 1983 werd uitgevoerd.
Hij was twaalf jaar voorzitter van de organistenfederatie van Trøndelag vanaf haar oprichting in 1947 en was bestuurslid en tweede voorzitter in de Norges Organistforbund. Van beide organisaties was hij erelid.
Zijn uitgebreide composities van kerkmuziek behelzen onder meer concerten voor koor, solisten en orkest, cantates, motetten en een groot aantal werken voor orgel. Voor de bekendheid van zijn kerkmuziek werd hij onderscheiden als Ridder av St. Olav 1.klasse, Danebrog en in 1976 met de Norsk Kulturråds musikkpris, in 1979 met de Lindemansprisen en in 1983 met de Trondheim kommunes kulturpris.

## Composities

### Missen, cantates, oratoria en gewijde muziek
- 1945/1990 Dignare, Domine, voor vier solisten, gemengd koor, orgel en strijkorkest
- 1948 Messe på Olavsdagen, voor solisten, koor, orgel en orkest, op. 11
- 1954-1956 Fagnadarsongar, voor vier solisten (SATB), gemengd koor (SATB) en orkest, op. 16  - tekst: Misale Nidrosiense en Ragnhild Foss
- 1962 Draumkvedet, liturgisch oratorium voor twee koren, bariton solo, twee orgels en instrumenten (fluit, hobo, trompet en hoorn), op. 21  - tekst: Carl Fredrik Englstad
- 1963 For loven ble gitt ved Moses, voor twee solisten (TB) en gemengd koor - tekst: uit de bijbel Johannes 1,17
- 1970 Gudstjenestlige sanger til kirkeåret (Liturgische gezangen voor het kerkjaar), voor gemengd koor en orgel, op. 28
- 1974 Fire religiøse folketoner, voor viool, cello en orgel, op. 35 
  1. Jeg ser deg, o Guds lam
  2. Jesus, din søte forening
  3. Å, hvor salig
  4. Slukt er dagens lyse flammer
- 1977 Jubilemus cordis voce, voor solisten, gemengd koor, orgel en orkest, op. 39 - tekst: Missale Nidrosiense en Ragnhild Foss
- 1979 Lilja, voor gemengd koor (SATB), bariton en mezzo-sopraan solo, spreker, orgel en orkest, op. 42 - tekst: Eystein Asgrimsson (ca. 1300)
- 1979 Ordet, voor sopraan, gemengd koor en orgel, op. 49
- 1982 Gjør døren høy, vesper voor advent, voor tenor solo, gemengd koor en orkest, op. 55 - tekst: Agnar Sandvik
- 1984 Herleg renn dagen, voor gemengd koor, twee trompetten en orgel, op. 62 - tekst: Missale Nidarosiense - Noorse vertaling: Ragnhild Foss
- 1984 Orgelmesse, voor orgel, op. 61
- 1985 Hyllest til Elias Blix, koraalcantate voor twee solisten (sopraan en bariton), gemengd koor, orkest en orgel, op. 64  - tekst: Elias Blix
- 1993 Høytid, een verzameling van kerstliederen, voor gemengd koor, strijkorkest en orgel, op. 73 - tekst: Leif Ofstad
- Guds rike - (Gods rijk), koraalcantate voor gemengd koor, op. 8 - tekst: Asbjørn Hernes
- Herre, vår Herre, hvor herlig er ditt navn over all jorden, motet voor achtstemmig gemengd koor (SSAATTBB) en geluidsband, op. 3 - tekst: Bijbel, psalmen 8 en 98

### Werken voor koor
- Exultate deo adjutori nostri - Pris Gud vår hjelper dubbelfuga voor zesstemmig koor (SSATTB), op. 7
- Fire koralbearbeidelser, voor vijfstemmig gemengd koor (SSATB)
  1. Gjør døren høy
  2. Jeg ser dig, o Guds lam
  3. Kyrkja helsar høgt sin frelsar
  4. Eg veit i himmerik ei borg
- Gjennom denne dagens tider, voor gemengd koor - tekst: Svein Ellingsen
- Hvis ikke hvetekornet faller i jorden og dør, voor gemengd koor
- Hymnarium I for kirke, skole og hjem (Verzameling van hymnen voor de kerk, de school en thuis) - Advent, voor gemengd koor (samen met: Rolf Karlsen)
- Hymnarium II for kirke, skole og hjem - kerstmis en het nieuwe jaar, voor gemengd koor (samen met: Rolf Karlsen)
- Hymnarium III for kirke, skole og hjem - driekoningen (Epiphania), voor gemengd koor (samen met: Rolf Karlsen)
- Hymnarium X for kirke, skole og hjem - koraalvesper, voor gemengd koor (samen met: Rolf Karlsen)
- I dag, om i hører hans røst, voor gemengd koor
- Norges folk og Norges kirke uit "Intrata Solemnis", voor mannenkoor

### Vokale muziek
- 1963 Fire salmer, voor solozang en orgel, op. 40  - tekst: H. Wergeland
- 4 norske religiøse folketoner, voor solozang en orgel

### Orgelwerken
- 1941 Fantasi over to gamle Olsok-melodier, op. 4
- 1942 Orgelkoraler, op. 5
- 1943 Introduktion og fuge, b-klein, op. 6
- 1949 Julefantasi, Glade jul (kerstfantasie), op. 12
- 1958 Intrata solemnis, op. 17
- 1965 Konsert (orgelconcert no. 1), variaties en fuga op Sankt Magnus-hymnen voor orgel en strijkorkest, op. 25
- 1968 Meditasjoner etter korverket "Fagnadarsongar"
- 1968 Meditation funebre
- 1972 Benedicamus, op. 32
- 1973 Fantasi i koraltone, op. 33
- 1976 Nidarosdomens klokker - Orgelfantasi, op. 37 b
- 1982 Konsert nr. 2 (orgelconcert no. 2), naar L.M. Lindemans koraalmelodie "kirken den er et gammelt hus", voor orgel en orkest, op. 56
- 1983 Orgelsuite nr. 2 voor advent, op. 44 b
- 1986 Koralvariasjoner (koraalvariaties) "Himmelen med all sin her", op. 66
- 1988 150 enkle og lette orgelkoraler til Norsk Koralbok (150 orgelkoralen uit het Noors koraalboek), op. 67
- 1992 50 enkle og lette orgelkoraler til Norsk Koralbok, op. 72
- Intrata over koralen Guds pris i vår musikk, op. 71